# Nothrus oceanicus
Nothrus oceanicus är en kvalsterart som beskrevs av Sellnick 1959. Nothrus oceanicus ingår i släktet Nothrus och familjen Nothridae. Inga underarter finns listade i Catalogue of Life.